# Turisme
|  | Aquest article tracta sobre l'activitat turística. Si cerqueu un tipus de cotxe, vegeu «automòbil de turisme». |

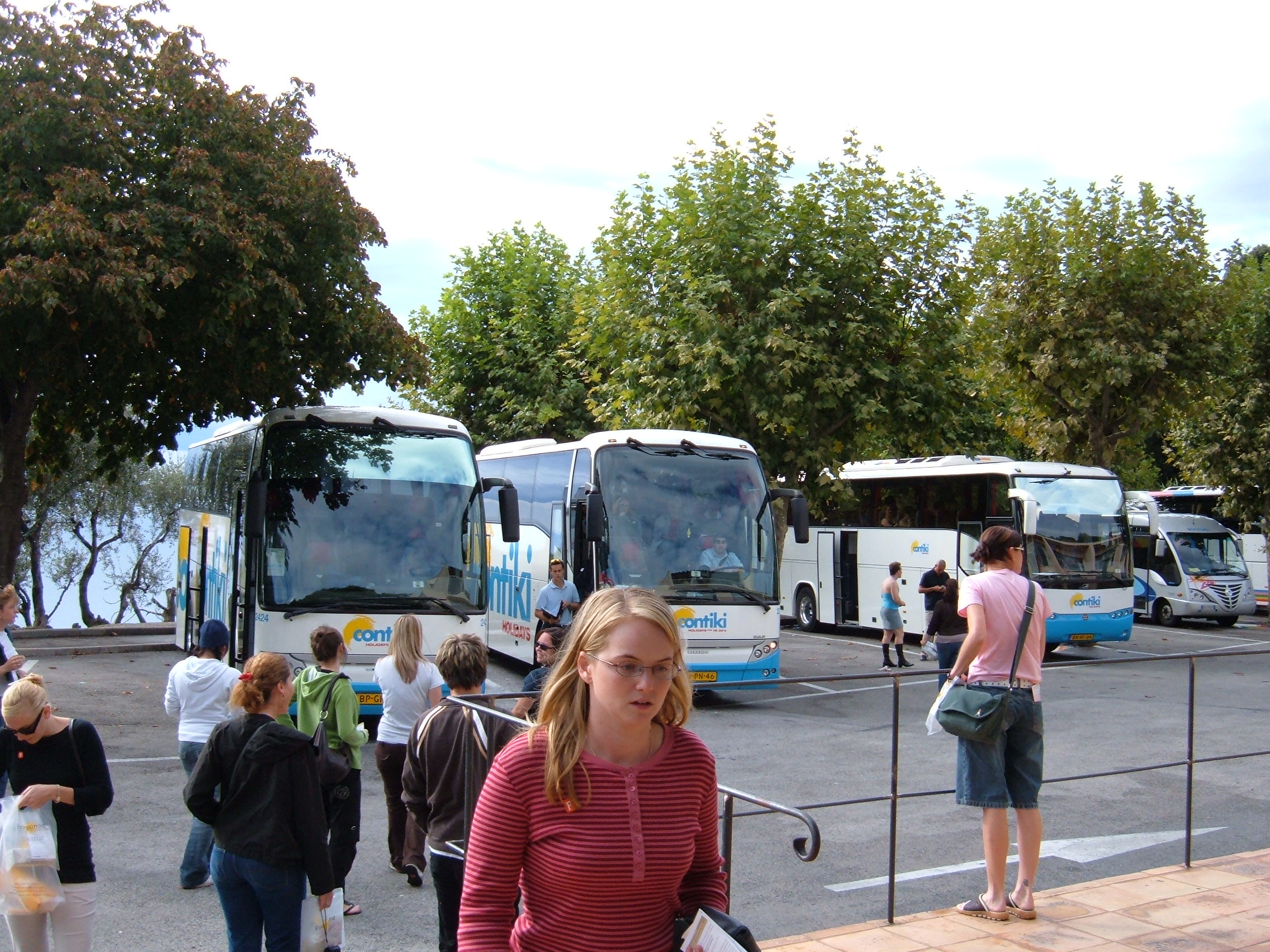
Autocars turístics

El turisme és el terme que defineix totes les activitats i conjunt de relacions i fenòmens que realitzen les persones, ja sigui de forma individual o bé en grup, a nivell de desplaçaments i permanència (sense tenir en compte aquells deguts a estudi o finalitats lucratives) fora de la seva residència i entorn habitual; segons l'Organització Mundial del Turisme (OMT), la duració és per un període inferior a un any i superior a les 24 hores, i amb una finalitat de lleure, etc. Si no es realitza pernoctació, es consideren «excursions». Turistes i excursionistes formen el total de «visitants». Tant els turistes com els excursionistes són visitants, però en el primer cas es realitza una pernoctació, mentre que en el segon cas l'estada és inferior a un dia. El turisme internacional serveix com a font d'ingressos important en molts països i regions, l'economia dels quals es basa en gran part en el turisme.

## Història del Turisme

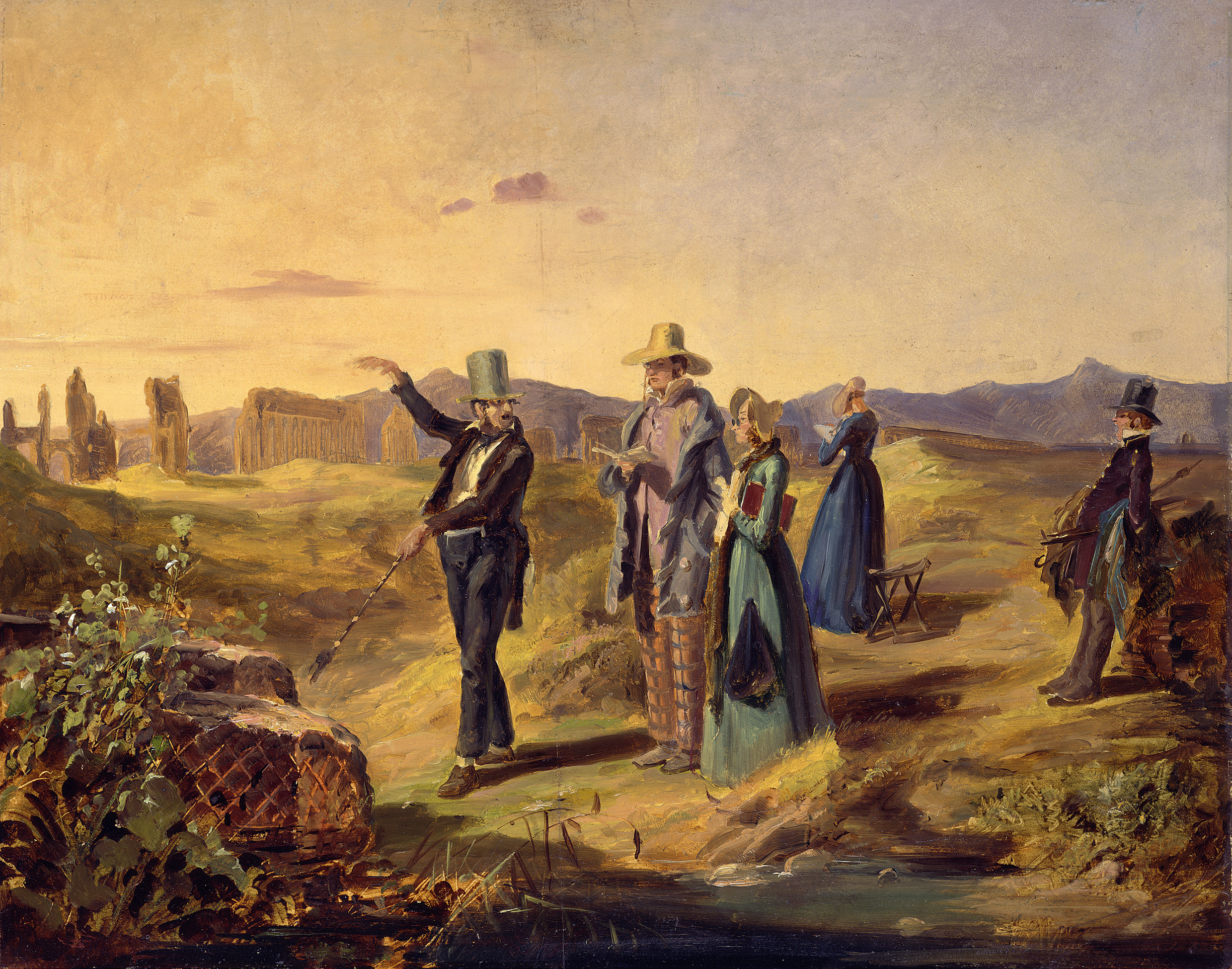
Viatjants anglesos visitant ruïnes romanes.

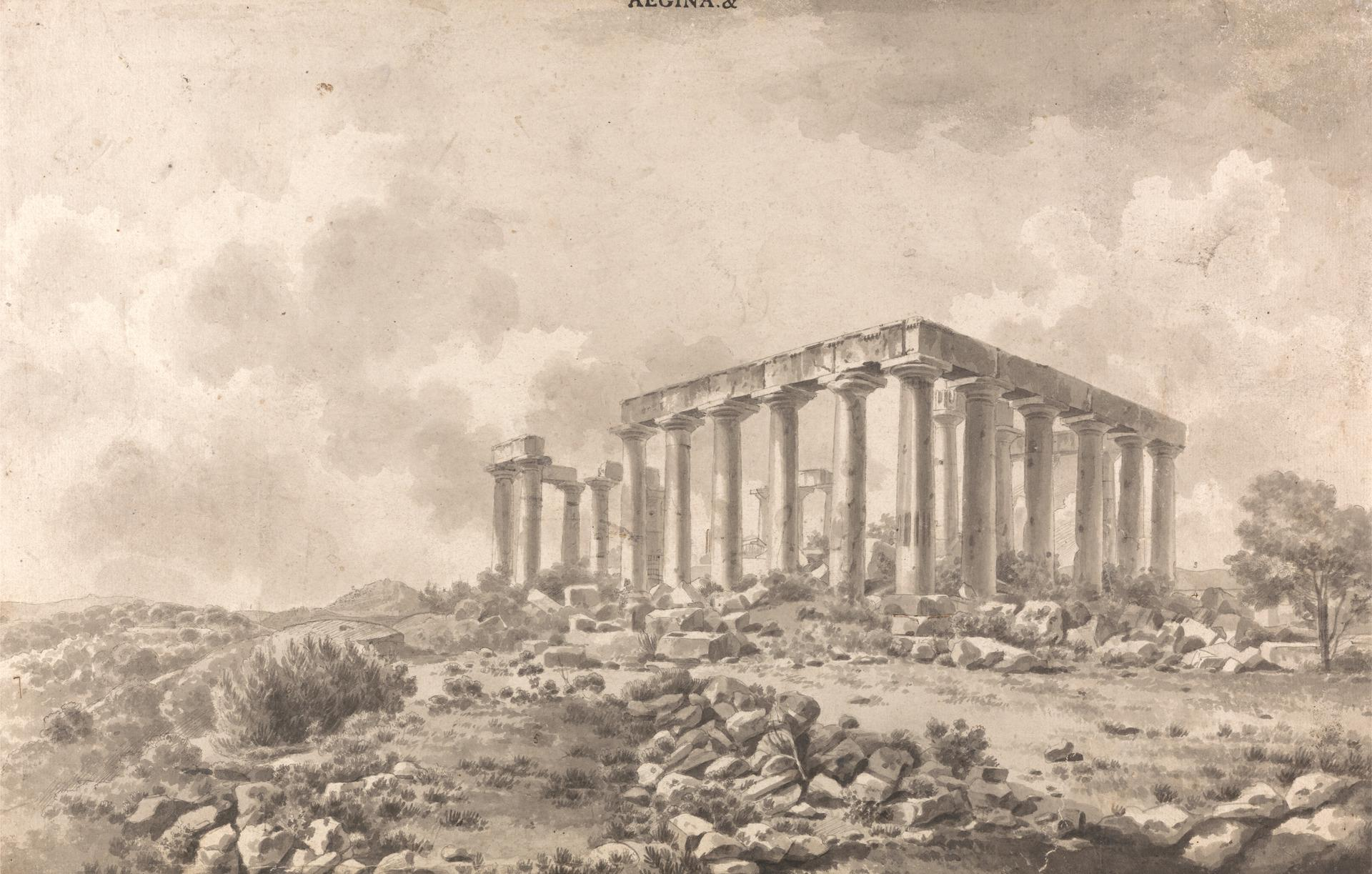
Il·lustració realitzada per William Pars, en el seu viatge a Grècia com a pintor acompanyant.

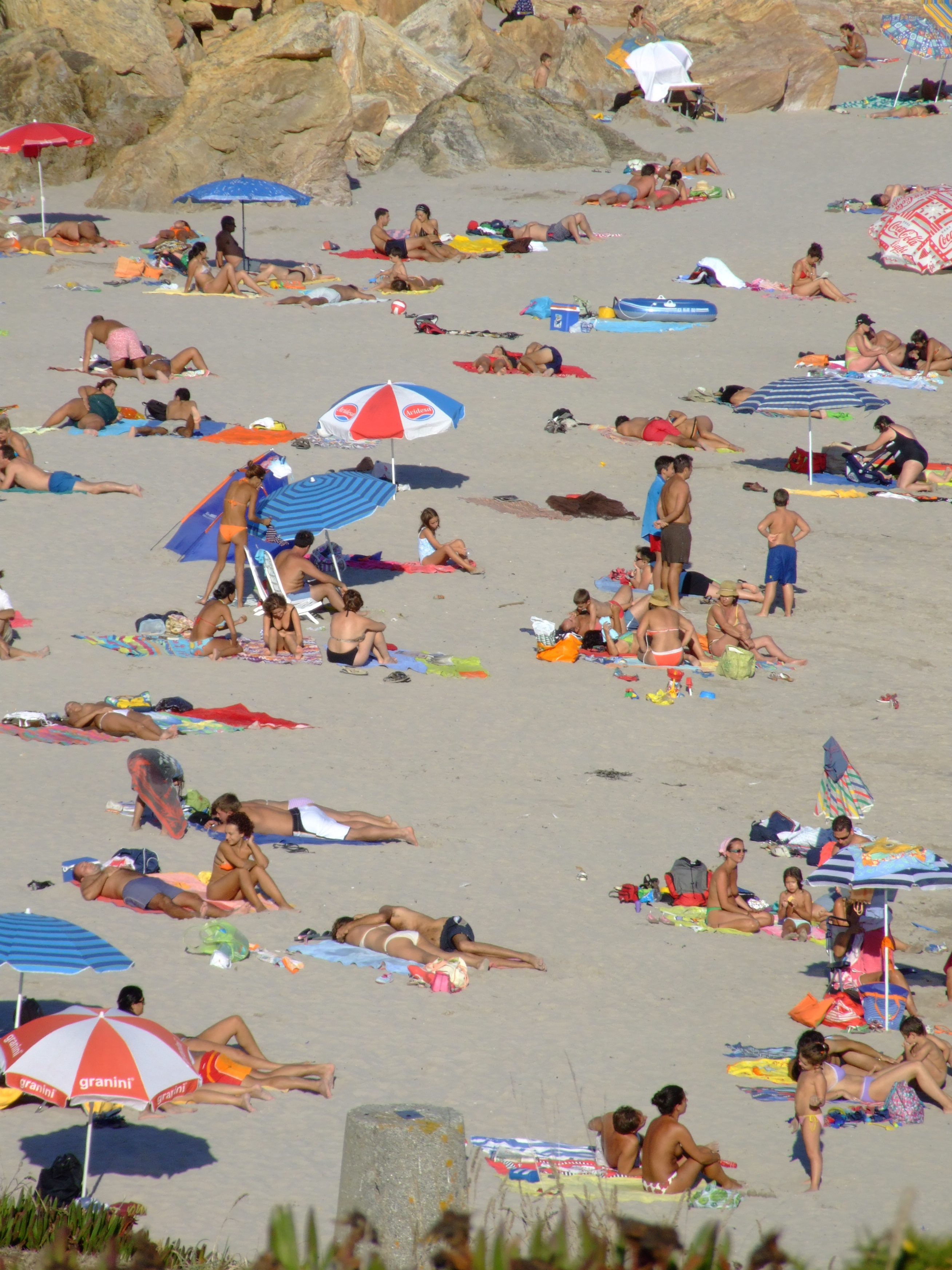
Les platges són un atractiu turístic.

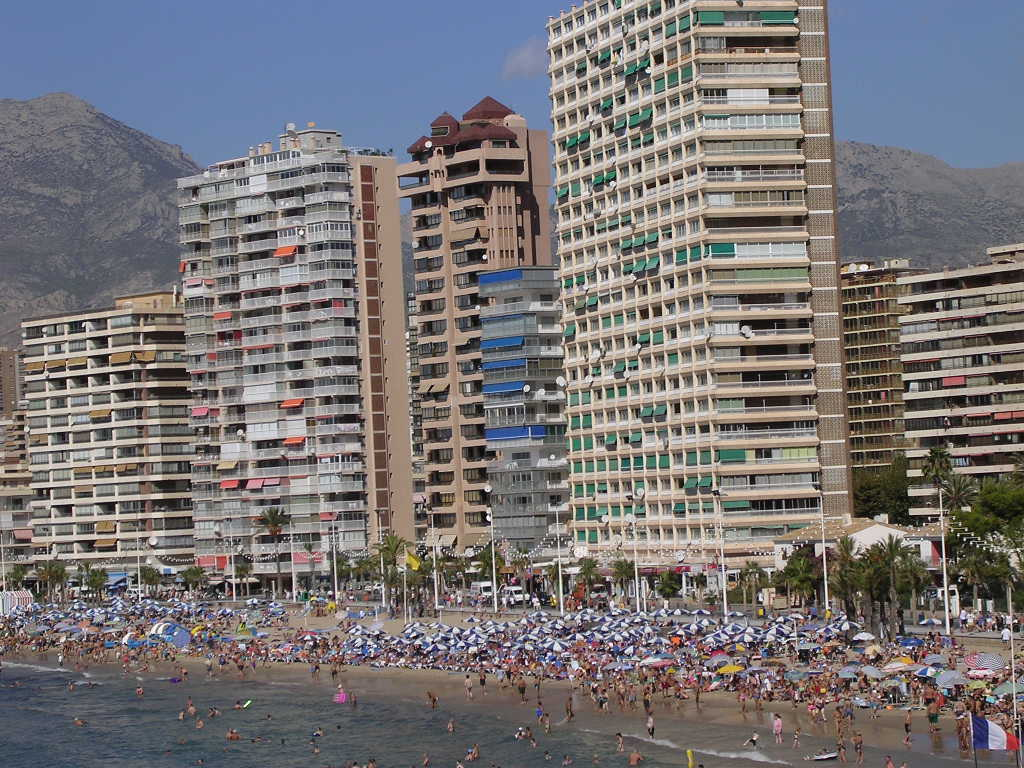
Platja de Benidorm

El turisme tal com el coneixem avui en dia té els seus orígens al segle XIX, tot i que des de temps immemorials ha estat vinculat a la nostra història. L'acte de viatjar amb finalitats que van més enllà de la simple supervivència es remunta a les antigues civilitzacions, on ja es podien identificar les primeres formes de desplaçaments per raons culturals, comercials o de plaer que formen els ciments del turisme actual.

### Les civilitzacions antigues
- Egipte: Els primers viatges es remunten al voltant de l'any 2000 aC, i estaven principalment motivats per finalitats religioses o comercials. Aquests desplaçaments eren comuns entre les elits de la societat egípcia, que viatjaven per visitar temples o monuments sagrats, com les piràmides de Giza, o per assistir al faraó en audiències o cerimònies importants. Els grans monuments arquitectònics,llocs de culte espiritual, constituien un fort atractiu per les classes altes, que buscaven mantenir contacte amb el diví i consolidar el seu estatus social a través d'aquests viatges. Pel que fa als desplaçaments comercials, Egipte va establir rutes de comerç com la Ruta del Nil i la Ruta del Mar Roig, que connectaven amb altres grans civilitzacions de l'antiguitat, com la Mesopotàmia i Nubia. Aquestes vies no només facilitaven l'intercanvi de béns materials com el gra, el papir i el dor, sinó que també contrivuien a l'intercanvi cultural i el coneixement.

- Grecia: En l’Antiga Grècia l’oci ocupava un paper fonamental en la societat, ja que el temps lliure era dedicat al coneixement de la cultura, la pràctica de la religió i l'esport. El principal motiu de desplaçament es produia en relació als Jocs Olímpics. Aquest event que es feia cada 4 anys a la ciutat d'Olímpia, els viatgers no només acudien per presenciar les competicions, sinó també per retre homenatge als déus i participar en les celebracions religioses associades a l'esdeveniment. També eren molt comunes les peregrinacions religioses a oracles com els santuaris de Delfos i Dódona. A mesura que els viatges van anar augmentant, es van començar a construir albergs gratuits junt als temples principals per als peregrins. És en aquest context on comença a desenvolupar-se el concepte de turisme cultural, ja que els viatgers ja no es limitaven a raons religioses o esportives, sinó també per aprendre de les arts i la filosofia de la cultura grega.

- Roma: Durant l’Imperi Romà (27 aC - 476 dC), amb Octavi August com a primer emperador, es va aconseguir la Pax Romana i un creixement econòmic notable, factors que van facilitar l’expansió del turisme a l'Imperi.

L’imperi es dividia en provincies amb molts municipis que gràcies als seus establiments d’oci, culte i entreteniment que atreien especialment les elits romanes. La comunicació entre les diferents províncies romanes era possible gràcies a una extensa xarxa de camins i calçades, que començaren a construir-se al voltant del 150 aC. Cada pocs quilometres hi havia albergs on els viatgers podien descansar, menjar i informar-se.
Els romans van ser els primers a realitzar el que avui entenem com a turisme, és a dir, viatges de plaer. Els viatges es realitzaven habitualment per tres motius: plaer, treball o benestar. Les elits viatjaven per veure els temples del Mediterrani, les piràmides i monuments d'Egipte, assistir als Jocs Olímpics de Grècia i visitar els mercats d'Àsia Menor.
Les termes romanes van ser un focus d’atracció per als viatgers. A tot l'Imperi Romà es van construir termes, que no només es pensaven per la salut física, sinó també com a llocs de socialització i oci. Així, el turisme de salut es va convertir en una de les motivacions principals per a molts romans.

### Edat Mitjana (Segle V-XV)
Els viatges eren principalment religiosos, comercials i en menor mesura terapèutics i per estudis. Es feien peregrinacions a llocs sagrats com Jerusalem, Roma i Santiago de Compostela. Largs viatges per aconseguir un milagre o rebre el perdó diví. Ta,né es feien rutes comercials, com la Ruta de la Seda entre Asia i Europa.

### Edat Moderna
El turisme modern, entès com el viatge amb finalitat recreativa a un indret pel sol gust de conèixer-lo, nasqué amb el Grand Tour. El Grand Tour fa referència al fenomen cultural  estès entre les classes benestants del Nord d'Europa que tingué lloc entre els segles XVII i inicis del s.XIX. Consistia en fer un llarg viatge al Sud del d'Europa, emprès per un sentiment d'aventura i descobriment, lligat a l'exotisme que el mediterrani oferia a aquells qui mai havien tingut la oportunitat de viatjar abans.Aquest fenomen que nasqué a Anglaterra i aviat s'estengué a diversos països europeus i més tardanament als Estats Units, sovint era realitzat per homes joves benestants, com a "ritus de pas" a la adultesa. S'ha de tenir en consideració que el Grand Tour es popularitza al mateix moment que la il·lustració comença a reivindicar-se com a corrent en defensa el progrés, el racionalisme i el liberalisme en contra de l'estructura de l'antic règim, encara predominant. A aquest context ideològic també s'hi ha de sumar la posada en valor dels autors clàssics i els primers passos en el que avui dia coneixem com a arqueologia. Tot això va generar la idea del Mediterrani com a punt de partida o bressol de la civilització occidental. Per tant, no és extrany que el Grand Tour tingués com a destí principal els centres de cultura de l'antiguitat clàssica, a més de les ciutats italianes protagonistes del Renaixament. En aquests viatges, era habitual que els joves anessin acompanyats d'un tutor experimentat, i en alguns casos de pintors que inmortalitzaven els paisatges vistos al llarg del recorregut, d'aquesta manera estenent el gust per l'art clàssic arreu d'Europa.
El Grand Tour era una activitat gairebé exclusiva dels homes europeus benestants, i si alguna dona hi participava, sempre era com a acompanyant del marit o d'algun familiar: El camí cap a la millora il·lustrada per els homes implicava l'educació universitària i els viatges continentals; per a les dones, implicava l'estudi de la Bíblia i la criança dels fills. Les dones van ser educades per ser companyes, no coneixedores; eren ideals per complementar els homes, no per competir amb ells.
El Grand Tour era promocionat com un viatge cultural i de creixement personal, però per molts també va ser un viatge de descobriment sexual. El Sud d'Itàlia era concebut en l'imaginari com un dels primers exemples de destí de turisme sexual, sobretot per part d'aquells qui coneixien i es veien reflectits en l'homosexualitat present en el món clàssic (Aquil·les i Patrocle, Hadrià i Antinous el mite de Ganimedes, etc). Això va generar el desenvolupament de dinàmiques socioeconòmiques desiguals que encara ressonen avui en dia  entre el Nord d'Europa; entès com a destí cultural i el Sud; destí lúdic. És sabut que personatges de l'època tant importants com Johann Joachim Winckelmann, Lord Byron i Oscar Wilde van poder expressar la seva sexualitat amb certa llibertat al Sud d'Itàlia, mentre que encara quedaven segles perquè l'homosexualitat despenalitzada.
A partir de finals del segle XVIII, va quedar palesa la substitució de Roma com a capital artística i cultural d'Europa, deixant pas a la nova metròpolis, París. Ja al començament del segle XX , grups de burgesos i intel·lectuals britànics viatjaven a París i en tornar crearen una sèrie d'articles i llibres sobre el tema, tot convidant el públic (d'altres burgesos) a imitar-los i «descobrir» el món exterior. Podríem dir, per tant, que el turisme (provingut del mot anglès tour o visita) més democratitzat i obert nasqué en aquest context gràcies a la expansió de la comunicació amb ferrocarril i la major facilitat pel viatge internacional. Això suposava que el viatge ja no es limitava a un tour únic a la vida, sinó que qui s'ho podria permetre, podia viatjar per Europa de forma més o menys regular. El primer vaixell de passatgers regular entre Anglaterra i França es va establir al 1820, i a partir del 1830 Europa es va començar a cobrir d'una extensa xarxa de ferrocarril. Un famós exemple de transport ferroviari internacional és l'Orient express que unia París amb Istambul, passant també per ciutats com Venècia o Milà. En conclusió el desenvolupament derivat de la revolució industrial va suposar la expansió, agilització i democratització del turisme. Si a principis de segle XIX la distància entre Londres i París suposava un viatge de 5 dies, a mitjans del segle la mateixa distància podia ser coberta en tan sols 11 hores.

### Turisme contemporani
En la dècada de 1950 la majoria del turisme protagonitzat pels anglesos era interior (també anomenat nacional), i destacaven les estades a la platja per les classes obreres, propiciant-hi la creació de ressorts, o pobles hotelers, com Blackpool i Brighton. Aquesta mena de turisme s'anomenà «turisme de sol i platja» i es limitava a l'estiu. Amb el creixent poder econòmic de les classes més populars i l'ús de l'aviació, els viatges al Mediterrani esdevingueren més assequibles i fàcils cap en la dècada de 1960. Mentrestant, la classe mitjana alta estimava més el turisme cultural, preferint, per tant, les ciutats a les costes, i especialment França pel gran efecte que tingué la literatura anglesa en idealitzar-la. Per primera vegada, el turisme es popularitzà entre la resta dels europeus occidentals, sobretot els alemanys i francesos, constituint així un grup important de clients disposats a gastar grans quantitats de diners en el lleure.
A la darreria del segle xx, nasqueren nous tipus de turisme: rural, és a dir, viatges al camp o la muntanya; esportiu, principalment d'esquí o de caminades; i residencial, la compra de segones cases en altres països. També es diversificà el nombre de destinacions. Per primera vegada, grans quantitats d'europeus triaren visitar d'altres continents o els països de l'est. No obstant això, més i més europeus i americans han elegit visitar l'altre continent. A casa nostra, l'economia de llocs com l'Illa d'Eivissa, Mallorca, la Costa Blanca o la Costa Brava ha passat a dependre en gran part en les afluències de turisme. A gran part de la ruralia, l'agricultura ha patit un declivi important i ha estat guanyat per bé o mal pel turisme com a activitat principal (podrem destacar-hi Occitània). L'encariment dels preus a la Mediterrània ha propiciat una fuita de turistes cap a altres costes més econòmiques a l'est del Mediterrani; en canvi, el turisme de cultural ha fet que ciutats com Barcelona o València rebin cada any més visitants, en especial durant les festes com les Falles, que atrauen 100.000 de turistes.
Avui en dia, la democratització del turisme en format 'low cost' està provocant conflictes socials arreu del món. En els útlims 20 anys el turisme de masses està suposant moltes dificultats a la població local que el pateixen. Si bé el turisme pot ser pensat com una font d'ingressos econòmics, aquest pot esdevindre problemàtic quan, en massa, s'inserta en barris i teixits socials que no estaven pensats per l'acollida massiva, generant efectes negatius que fomenten l'expulsió dels residents amb menys recursos. (vg. gentrificació).

## Turisme interior i exterior

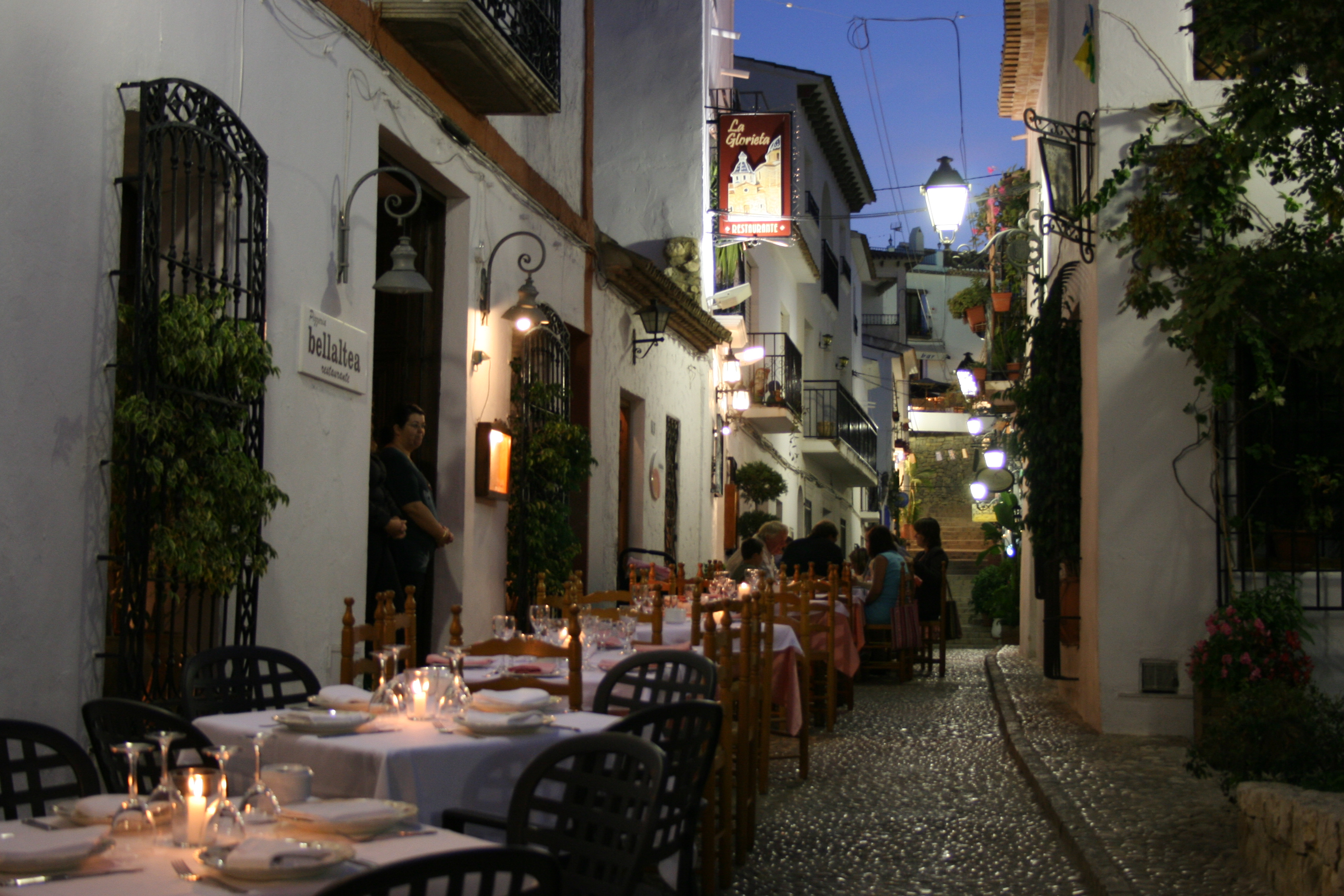
Carrer d'Altea, destinació popular amb turistes de prop i lluny

El turisme pot ser domèstic, també anomenat nacional (turistes dins del seu propi país de residència) o internacional. Gran part del turisme es fa en àmbit estatal, nacional, o regional. Estats com França, els Estats Units o Espanya històricament gaudeixen d'un turisme interior molt elevat respecte del d'exterior, a causa de la seva grandària, diversitat climàtica i orogràfica, i, en el cas d'Europa, per l'existència de moltes cultures coexistents dins d'un sol Estat. Es tracta d'un turisme que troba més còmode anar a les seves costes que anar més lluny. En aquest sentit, els països del nord d'Europa tenen índexs de turisme exterior molt significants especialment a l'estiu.

## Nombre de turistes
El 2019 hi va haver 1.459 milions de desplaçaments turístics internacionals, sent els països més visitats França (89,4 milions de turistes), Espanya (83,5 milions), Estats Units (79,3 milions), Xina (65,7 milions) i Itàlia (64,5 milions), que incrementen els nombres respecte 2015, quan hi va haver 1.187 milions de desplaçaments turístics internacionals, sent els països més visitats França (84 milions de turistes), Estats Units (77 milions), Espanya (68 milions), Xina (56 milions) i Itàlia.
Entre juliol del 2019 i abril de 2022 els Països Catalans van rebre uns 58 milions de turistes, dels quals van visitar Catalunya 28,3 milions, les Illes Balears 16 milions, el País Valencià 14,1 milions i uns 150.000 la Franja de Ponent. D'aquests 58 milions de persones, 53,5 milions vingueren d'altres estats d'Europa (40,6 milions de la Unió Europea), 1,5 milions d'Amèrica del Nord, 1,2 milions d'asiàtics, 700.000 africans, i 500.000 d'Amèrica del Sud, 50.000 d'Oceania i 25.000 d'Amèrica Central i el Carib. Un 20% del total, principal origen a Catalunya i el País Valencià, prové de França, 9 milions son alemanys, que son el principal origen a Mallorca i uns 9 milions provenen del Regne Unit, els més habituals a Eivissa, Menorca, i el sud d'Alacant. també és son elevats els cinc milions de visitants dels Països Baixos, tres d'Itàlia i dos de Bèlgica i de Suècia.

## Foment del turisme

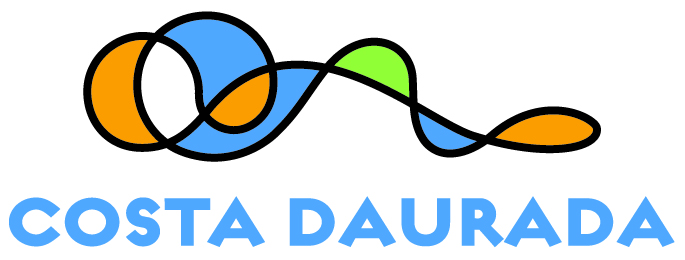
Logotip de la Costa Daurada

Fomentar el turisme cap al seu propi país i abastir els seus requeriments és la tasca dels sindicats de turisme, generalment controlats per un ministeri o una conselleria central de turisme. Aquests sindicats típicament estableixen un nom turístic per al seu marc geogràfic, com és el cas de Costa Daurada, Pirineus de Girona, Reyno de Navarra o Pays Catalan. Sovint correspon amb una regió d'especial interès turístic o cultural. Nogensmenys, podem trobar oficines d'informació turística a la gran part dels pobles i ciutats d'aquestes zones, i ocasionalment panells interactius operatius les 24 hores. N'és tanmateix part de la tasca d'una missió diplomàtica i d'una missió consular atraure el turisme al mateix territori. En molts països es pot estudiar una carrera universitària en turisme.

## La imatge de la destinació turística

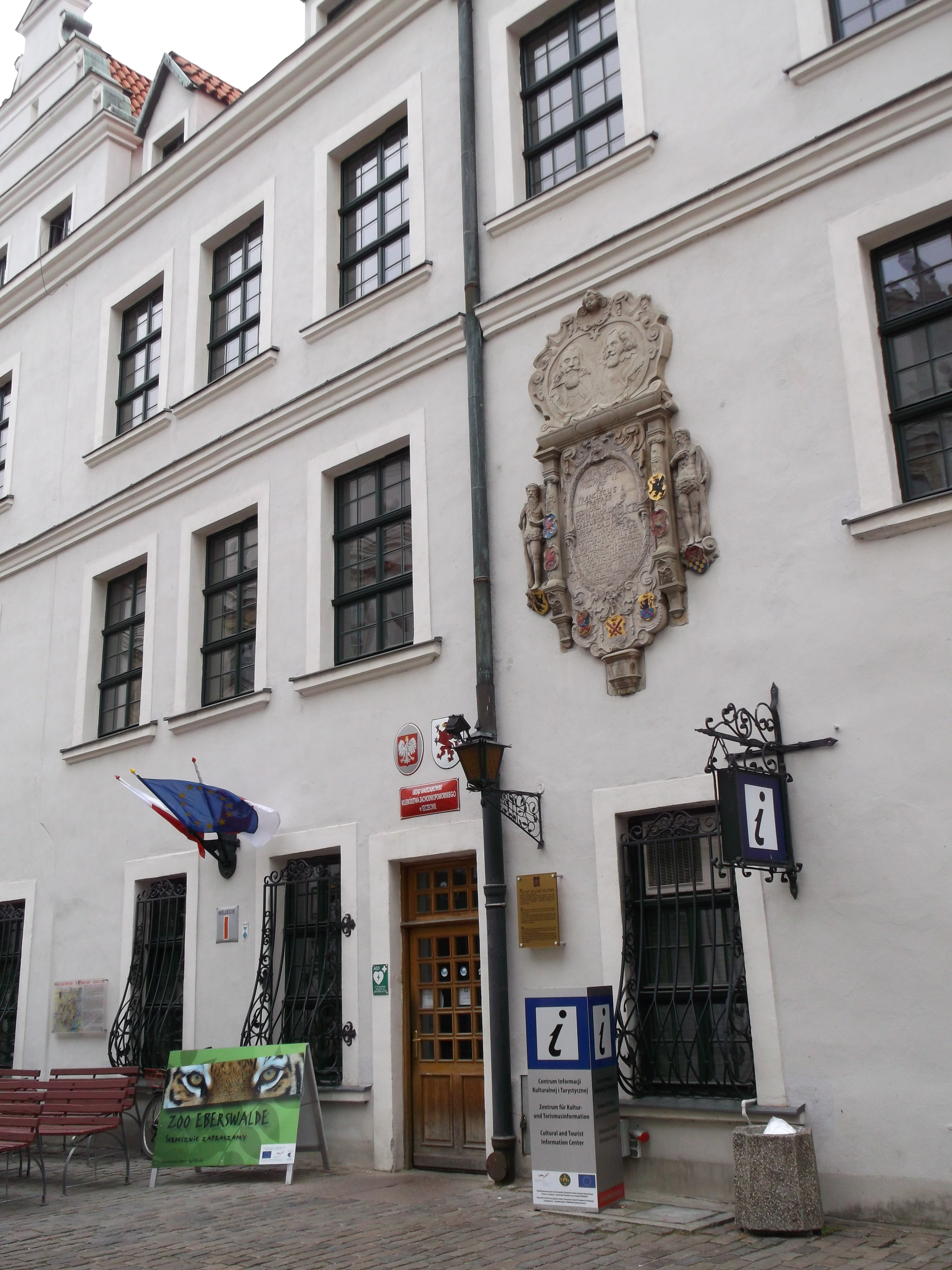
Centre d'Informació Cultural i Turístic, Castell a Szczecin, Polònia

Actualment, gràcies a la crescuda importància del turisme, es realitzen investigacions sobre la imatge de la destinació turística per tal d'augmentar l'afluència de turistes a quelcom destinació. La imatge turística d'una destinació és la concepció mental d'un lloc a partir dels coneixements, impressions i valors que es projecten d'aquest lloc.
Es poden distingir dos tipus d'imatges turístiques: les imatges percebudes i les imatges emeses.
Les imatges percebudes són imatges que es creen en la ment de l'individu i que integren un fort component de subjectivitat. Existeixen tres tipus d'imatges percebudes:
- Imatge a priori: és la construcció mental que fa un individu abans de visitar un lloc sense que hi hagi hagut cap connexió física. Aquesta imatge influirà en la seva experiència turística i sovint serà decisiva per la selecció de la destinació.
- Imatge in situ: consisteix a avaluar la imatge prèvia (a priori) respecte a la lectura de la realitat. El nivell de correspondència entre ambdues imatges té implicacions en el nivell de satisfacció de l'experiència turística viscuda.
- Imatge a posteriori: suposa una reinterpretació de l'experiència viscuda ja en el lloc d'origen, així que les vivències del viatge no finalitzen amb el retorn de la quotidianitat, sinó que a partir dels records i les fotografies es passa a un nou consum de l'experiència turística. Alguns autors remarquen la importància de les fotografies del viatge per a conservar l'experiència amb una major tangibilitat.

Les imatges emeses són una reproducció de signes amb significat que han estat socialment construïdes i disseminades. Existeixen també tres tipus d'imatges emeses:
- Imatges universals: són imatges d'un lloc que han evolucionat al llarg de la història. En general són imatges modelitzades, amb forts arquetips, que s'han acceptat en l'imaginari col·lectiu. En algunes ocasions s'han convertit en imatges estereotipades que no coincideixen amb la realitat, qüestió que es resol a partir del coneixement d'aquest lloc per part dels individus de la societat.
- Imatges efímeres: són fruit d'una reinterpretació de la realitat a partir dels mitjans de comunicació, la literatura, la pintura, la música, el cinema i d'altres instruments que tenen capacitat per generar imatges en un moment concret. Són imatges que en general s'obliden en poc temps, però que de vegades poden arribar a formar part de l'imaginari col·lectiu i esdevenir part dels arquetips universals. Per tant, són imatges que contribueixen a una lenta transformació de les imatges universals.
- Imatges induïdes: són les promogudes a partir de les accions del màrqueting. La promoció a través dels diversos mitjans de comunicació, les relacions públiques, l'edició de fulletons, etc. són les que permeten crear una imatge que ajudi a decidir el lloc on el turista passarà les vacances, i al mateix temps, informen de les atraccions que trobarà a la destinació. Aquesta imatge no és estàtica, sinó que va canviant en la mesura que cal introduir noves temàtiques per a mantenir l'atractiu de la destinació.

## Tipus de turisme
- Turisme creatiu és aquell en què el turista realitza una activitat artística i creativa durant les seves vacances.
- Turisme ecològic és aquell en què l'activitat principal és assabentar-se de la natura a més de gaudir-ne.[23]
- Turisme residencial és aquell en què el turista viu una part de l'any a la destinació escollida.
- Turisme rural és anar en un espai rural, habitualment en petites localitats, en casa rural, alberg o càmping.[24]
- Turisme arqueològic és aquell en què l'activitat principal és visitar jaciments arqueològics.
- Turisme cultural és anar a veure festes o manifestacions tradicionals, de la nostra cultura o d'una altra.[25] N'és un exemple el Camí dels Països Catalans.
- Turisme gastronòmic és una forma de fer turisme en la qual la gastronomia del país visitat és part de l'activitat preponderant durant la seva visita.[26]
- Turisme religió, per exemple viatjar a la Meca, o fer el Camí de Santiago.
- Turisme esportiu és anar a fer un esport impossible o difícil de realitzar a casa, com és l'esquí o el ciclisme.
- Turisme de sol i platja és el més establert i tracta d'anar a un lloc càlid i costaner (si bé se sol conjugar amb un altre tipus d'activitat).
- Turisme de bellesa és anar a un balneari o paregut.
- Turisme de compres és anar a realitzar compres fora, típicament a les grans ciutats i aprofitant preus més baixos.
- Turisme sexual és la pràctica de viatjar a un lloc on el sexe és molt disponible.
- Turisme familiar és fer activitats amenes per a tota la família, com anar a un parc temàtic.
- Turisme romàntic o en parella és aquell que gira al voltant d'experiències romàntiques i potser es realitza per un aniversari o com a lluna de mel.
- Turisme de solters és aquell en què el turista viatja sol, trobi o no una parella durant el viatge.
- Turisme espacial és un turisme novíssim que tracta de viatjar a l'espai, la lluna o a planetes per plaer.[27]
- Turisme nàutic el turisme nàutic és una manera agradable de veure llocs únics al món.

## Exposicions

### Turisme. Espais de ficció
Entre el 2008 i el 2009 el Disseny Hub Barcelona va dedicar la seva primera exposició a aquest tema, volent aproximar-se a la realitat d'una gran indústria i als dissenyadors que la projecten. L'exposició «Turisme. Espais de ficció» volia analitzar la relació entre desig i disseny, indústria i consum. L'exposició es va plantejar com a presencial i virtual, volent aprofitar totes les possibilitats de les noves tecnologies per anar un pas més enllà. El visitant rebia una tablet a l'entrada que li permetia ampliar la informació sobre les diferents peces exposades i crear-se així un itinerari a mida, ajustat a les seves inquietuds. La tablet s'activava a mesura que el visitant passava pels diferents àmbits expositius. L'exposició es dividia en vuit àmbits, organitzats per vuit comissaris, tots ells dirigits per Ramon Prat. La mostra volia apropar els visitants a la realitat d'una indústria enorme i a les persones que la dissenyen.

### L'arquitectura del turisme
El Col·legi d'Arquitectes de Catalunya (COAC) va acollir l'exposició L'arquitectura del turisme. El viatge i les vacances 1900-1965 del 10 de març al 15 d'abril de 2009 a la seu del COAC (Plaça Nova, 5, Barcelona). La mostra —coproduïda pel Departament de Cultura del COAC i Disseny Hub Barcelona (DHUB)— fou un recorregut per les diferents tipologies arquitectòniques i infraestructures (carreteres, hotels, urbanitzacions i càmpings) que ha generat el turisme al llarg de la costa mediterrània espanyola i francesa, des de 1900 fins a 1965. Es tractava d'un viatge des de les beceroles del turisme contemporani fins als inicis d'una nova indústria nascuda els anys 60. En paral·lel, es repassà la història del cinema com a creador del desig de viatjar.